# Anita Brookner
Anita Brookner, CBE (Herne Hill, 16 Julho de 1928 – 10 de Março de 2016) foi uma romancista premiada e historiadora de arte britânica. Foi Slade Professor of Fine Art na Universidade de Cambridge de 1967 a 1968 e foi a primeira mulher a realizar um visiting professorship. Venceu o Prémio Man Booker de 1984 pelo seu romance Hotel du Lac.

## Perfil

### Vida pessoal
Brookner nasceu em Herne Hill, um subúrbio de Londres. Era filha única de Newson Bruckner, um imigrante judeu da Polónia, e de Maude Schiska, uma cantora cuja pai tinha emigrado da Polónia e fundado uma fábrica de tabaco. Maude alterou o apelido de família para Brookner devido ao sentimento anti-Germânico em Inglaterra. Anita Brookner teve uma infância adorável, apesar de a sua avó e tio viverem com a família, e os seus pais, judeus seculares, terem aberto a casa a refugiados judeus que fugiam da perseguição Nazi durante a II Guerra Mundial nos anos 1930. .
Foi educada na escola privada James Allen's Girls' School. Em 1949 recebeu o título de Bacharelato em História do King's College London, e em 1953 o doutoramento em História da Arte no Courtauld Institute of Art, Universidade de Londres.
Brookner nunca se casou, mas tomou conta dos seus pais à medida que estes envelheciam.

### Carreira

#### Como académica
Em 1967 tornou-se a primeira mulher a ter um Slade Professorship de Fine Art na Universidade de Cambridge. Foi promovida a Leitora no Courtauld Institute of Art em 1977, onde trabalhou até se reformar em 1988. Foi uma Fellow do King's College London e do Murray Edwards College, Cambridge.

#### Como romancista
Autora publicada de não-ficção, Brookner publicou o seu primeiro romance, A Start In Life (1981), aos 53 anos. Seguidamente, publicou quase um romance por ano. Brookner era altamente vista como uma estilista. Os seus romances exploram os temas da perda emocional e dificuldades associadas à tentativa de fazer parte da sociedade, e tipicamente representam mulheres intelectuais, de classe média, que sofrem isolamento e decepções no amor. Muitas das personagens de Brookner são os filhos de imigrantes europeus na Inglaterra; um número deles parece ser de origem judaica. Hotel du Lac (1984), o seu quatro romance, recebeu o Booker Prize.

## Condecorações
- 1990 Comandante da Ordem do Império Britânico (CBE)

## Obras
- Greuze: 1725-1805: The Rise and Fall of an Eighteenth-century Phenomenon (1972)
- Jacques-Louis David (1980)
- A Start in Life (1981)
- Providence (1982)
- Olhem para mim - no original Look at Me (1983)
- Hotel du Lac (1984) (Prémio Man Booker
- Família e amigos - no original Family and Friends (1985)
- A Misalliance (1986)
- Uma amiga de Inglaterra - no original A Friend from England (1987)
- O tempo esquecido - no original Latecomers (1988)
- Lewis Percy (1989)
- Brief Lives (1990)
- A Closed Eye (1991)
- Fraude - no original Fraud (1992)
- A Family Romance (1993)
- A Private View (1994)
- Incidents in the Rue Laugier (1995)
- Altered States (1996)
- Visitas - no original Visitors (1997)
- Falling Slowly (1998)
- Undue Influence (1999)
- A Baía dos Anjos - no original The Bay of Angels (2001)
- The Next Big Thing (2002) (nomeado para Prémio Man Booker)
- As regras do compromisso - no original The Rules of Engagement (2003)
- Leaving Home (2005)
- Desconhecidos - no original Strangers (2009) (nomeado para o James Tait Black Memorial Prize)
- "At The Hairdressers" (2011) (novela, disponível apenas como e-book)